# Виїмка (селище)
Ви́їмка — селище Соледарської міської громади Бахмутського району Донецької області в Україні.

## Новітня Історія
7 лютого 2023 року поблизу села відбувся бій
6 листопада була взята ЗС РФ

## Загальні відомості
Відстань до райцентру становить близько 38 км і проходить автошляхом Т 1302. Селищем протікає річка Балка Берестова. Поруч розташований ботанічний заказник місцевого значення «Зміїний яр».
до 1958 року село носило назву - селище радгоспу "Артемівський"

## Населення
За даними перепису 2001 року населення селища становило 21 особу, з них усі 100 % зазначили рідною мову українську.